# صفيحة نقدية نحاسية

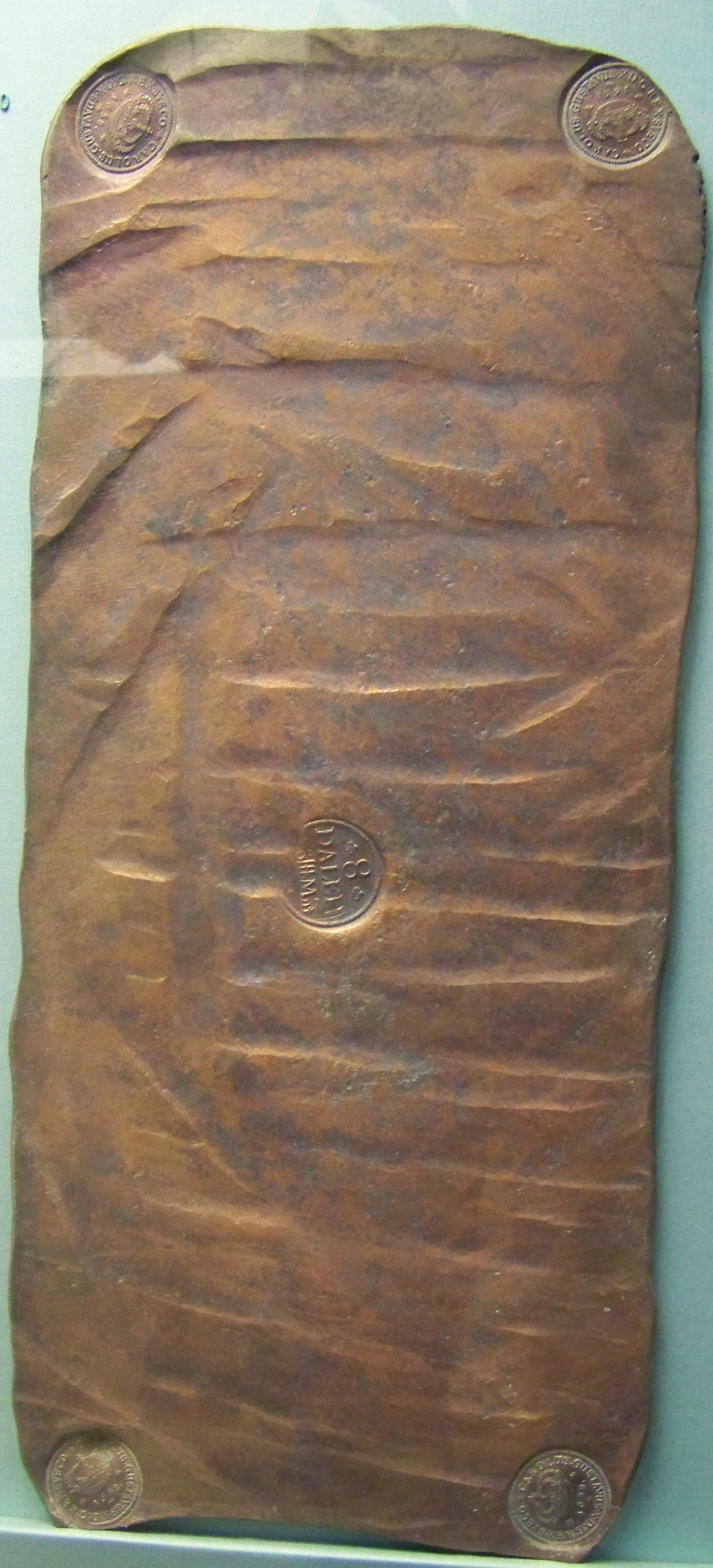
صفيحة نقدية نحاسية معروضة في المتحف البريطاني

الصفيحة النقدية النحاسية  هي نقود معدنية على هيئة صفيحة معدنية مصنوعة من النحاس، كانت متداولة للاستخدام في السويد في القرنين السابع عشر والثامن عشر بين سنتي 1644 - 1768.
كانت الإمبراطورية السويدية حينها الرائدة على مستوى العالم في تعدين النحاس من مناجم عدة على أراضيها، مثل منجم فالون على سبيل المثال.